# Gänsheide

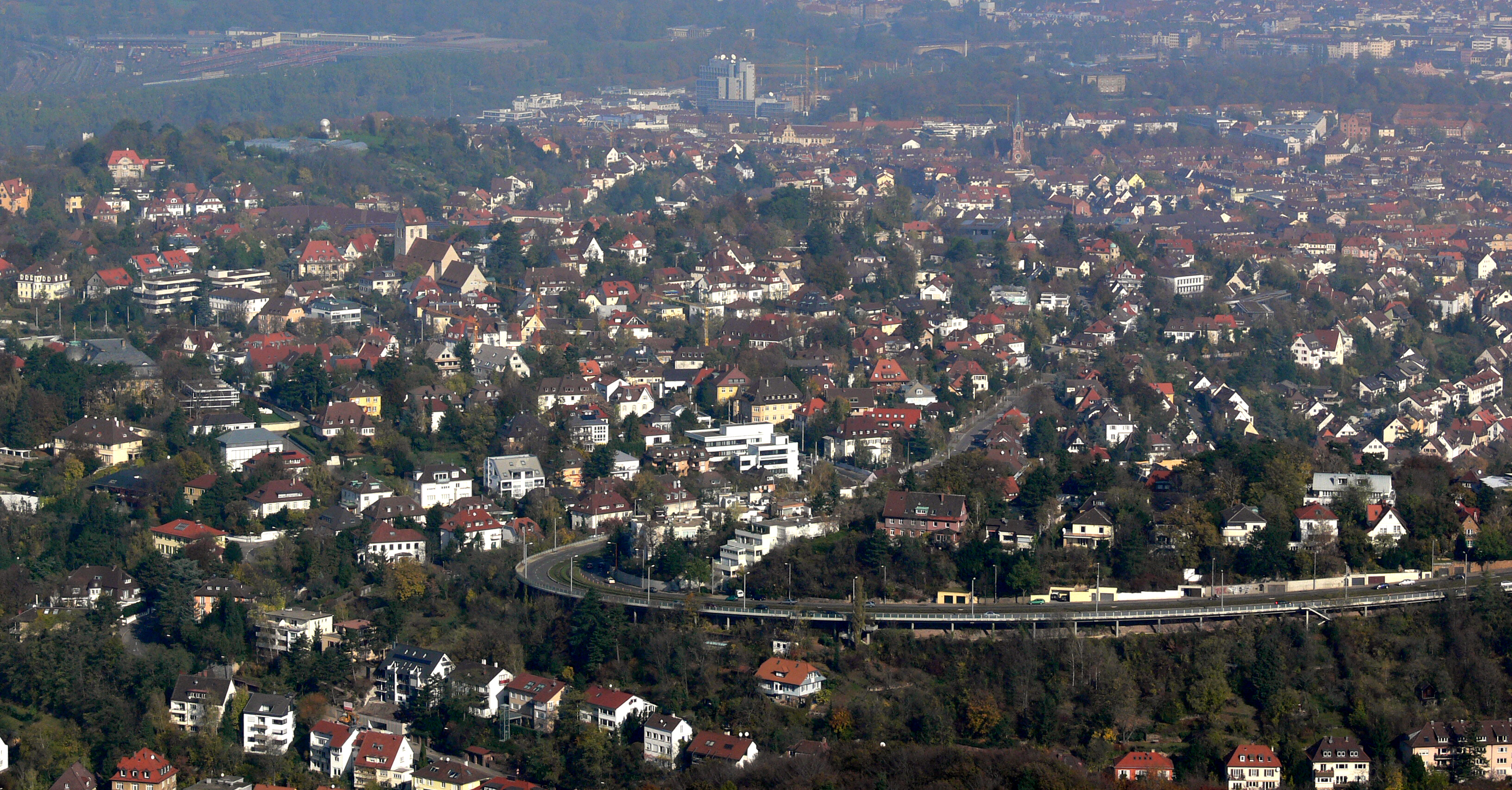
Blick auf die Pischekstraße (Gänsheide)

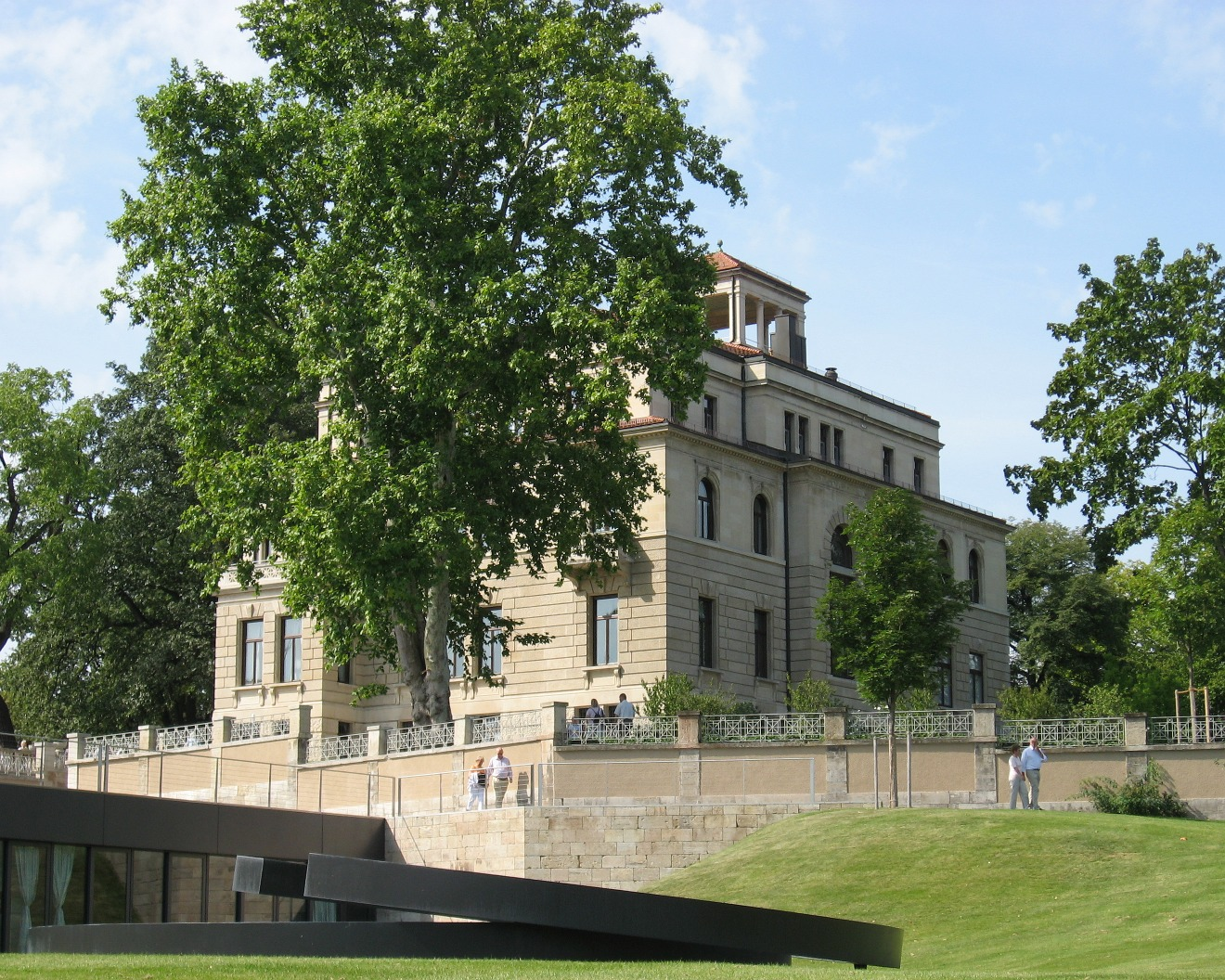
Die Villa Bosch

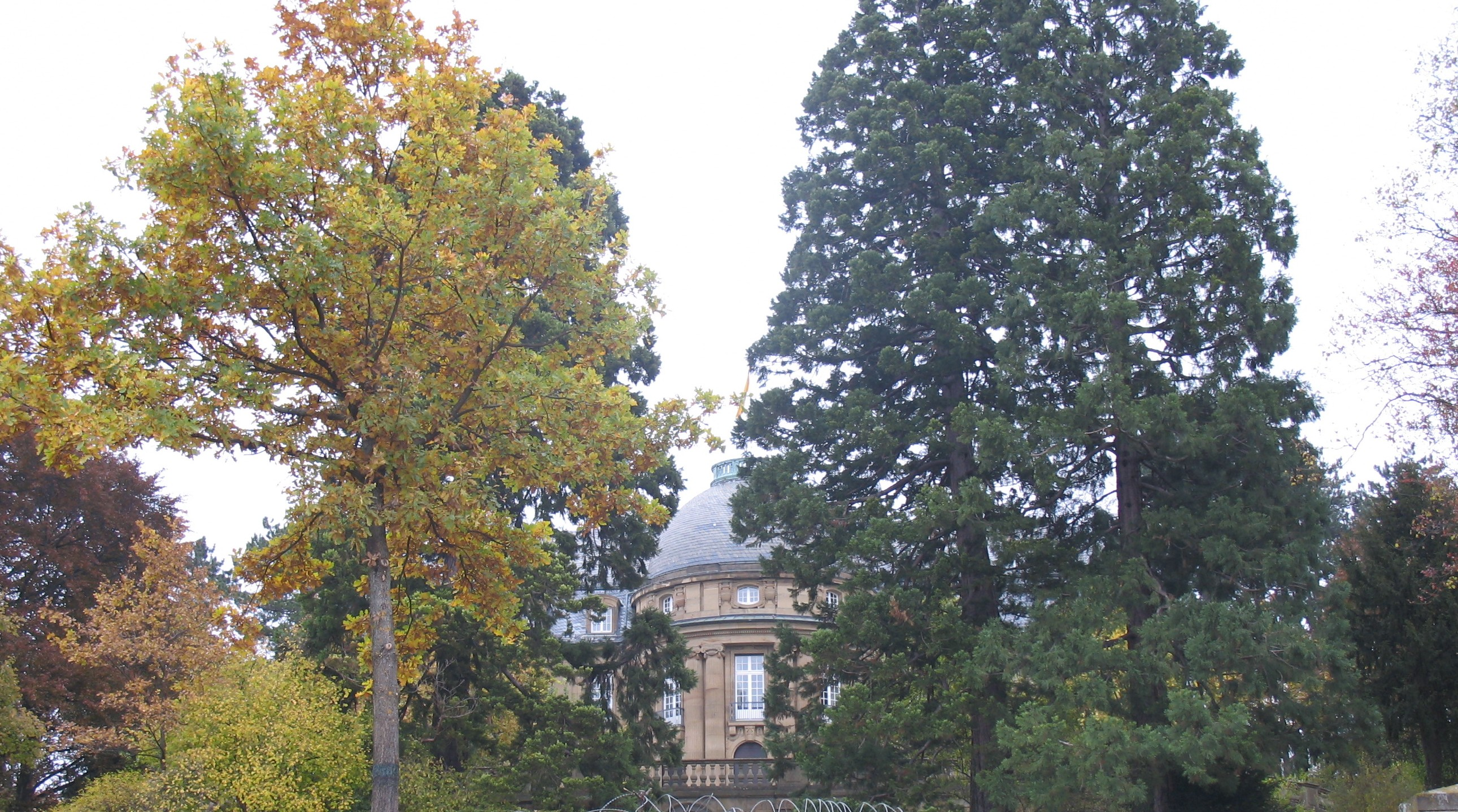
Villa Reitzenstein mit Parkansicht

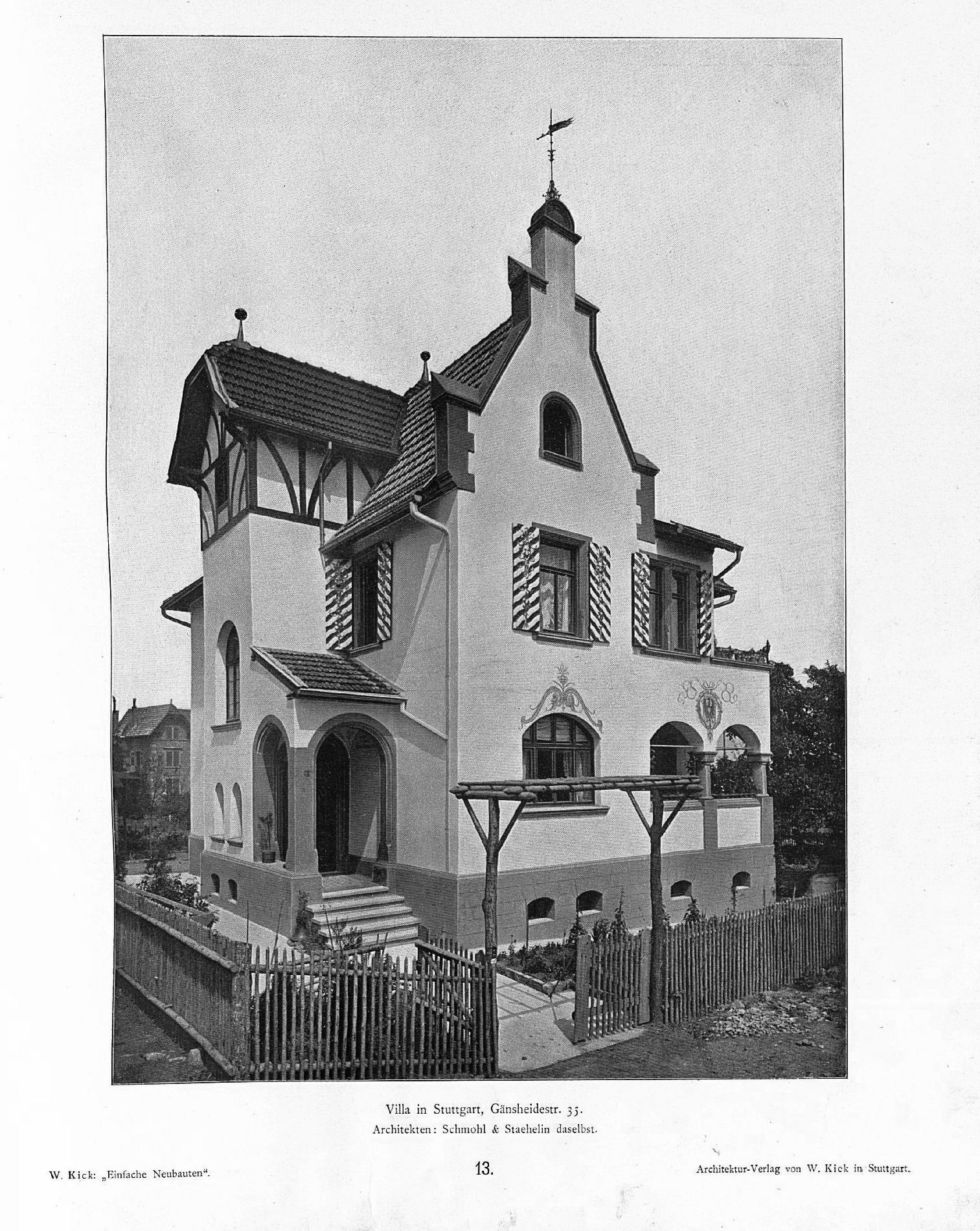
Kleine Villa der Architekten Schmohl & Staehelin, in der Gänsheidestraße 35 aus dem Jahr 1890

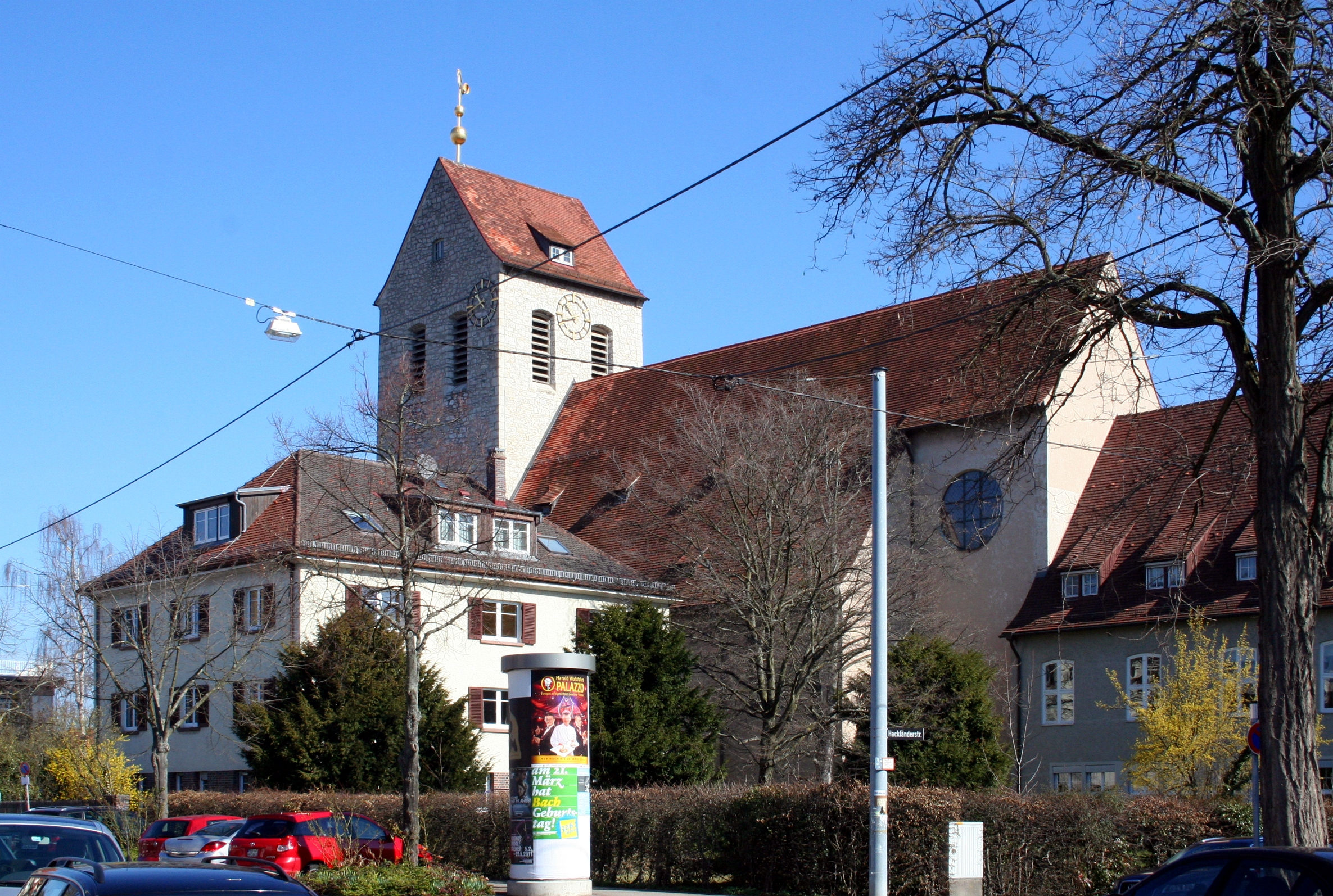
Christuskirche

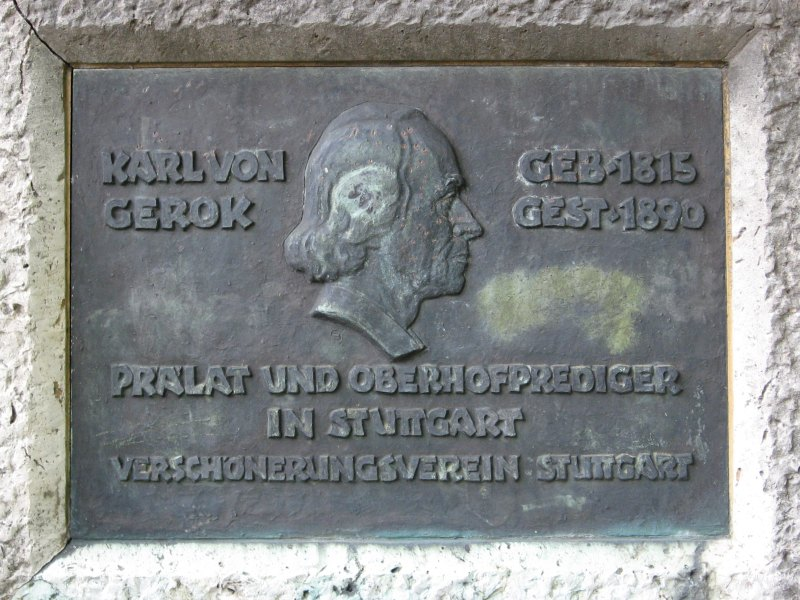
Gedenkplatte für Karl Gerok auf der Geroksruhe

Der Galateabrunnen am Eugensplatz im Jahr 1905

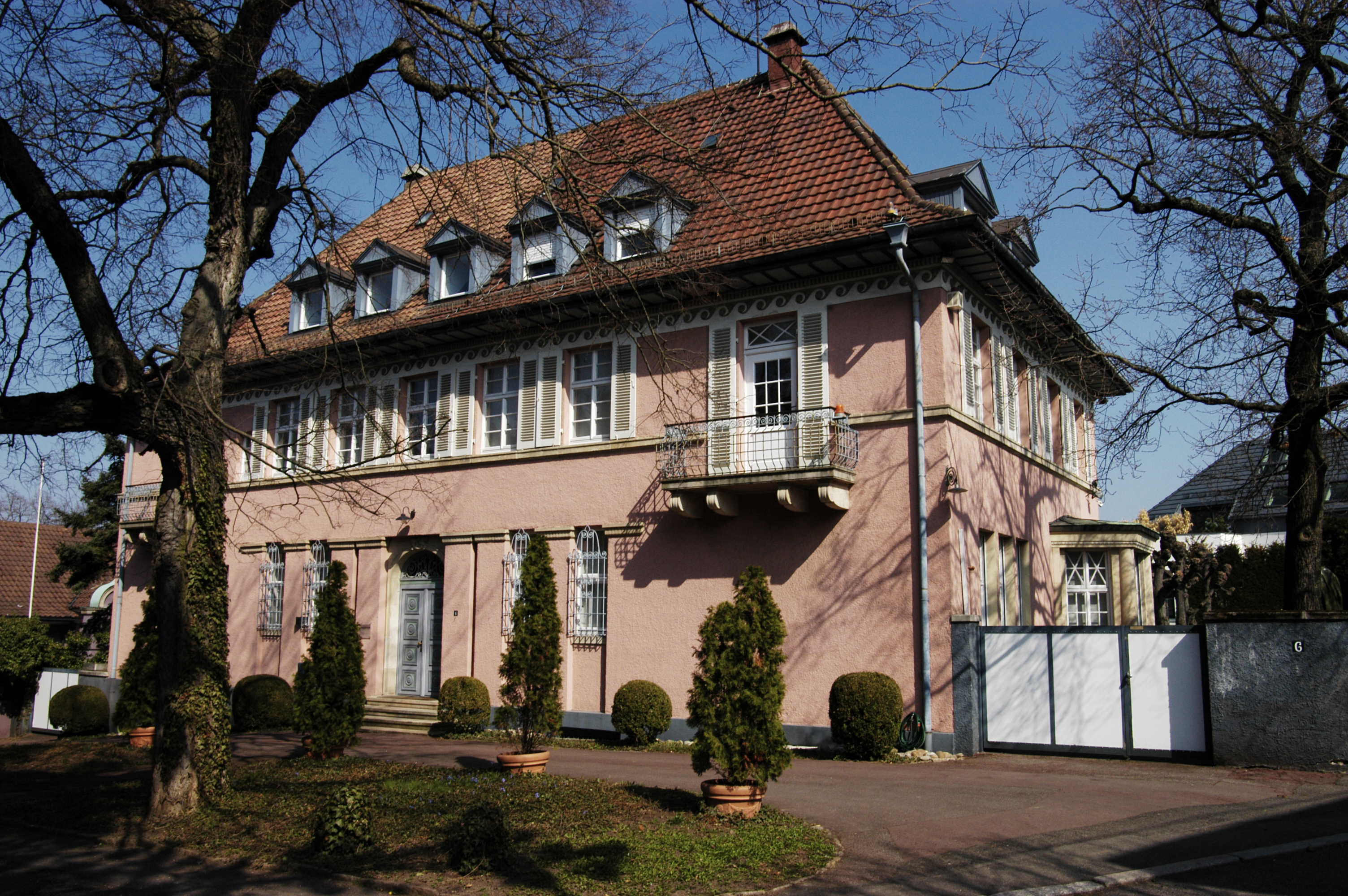
Galerie Valentien Stuttgart in der Gellertstraße

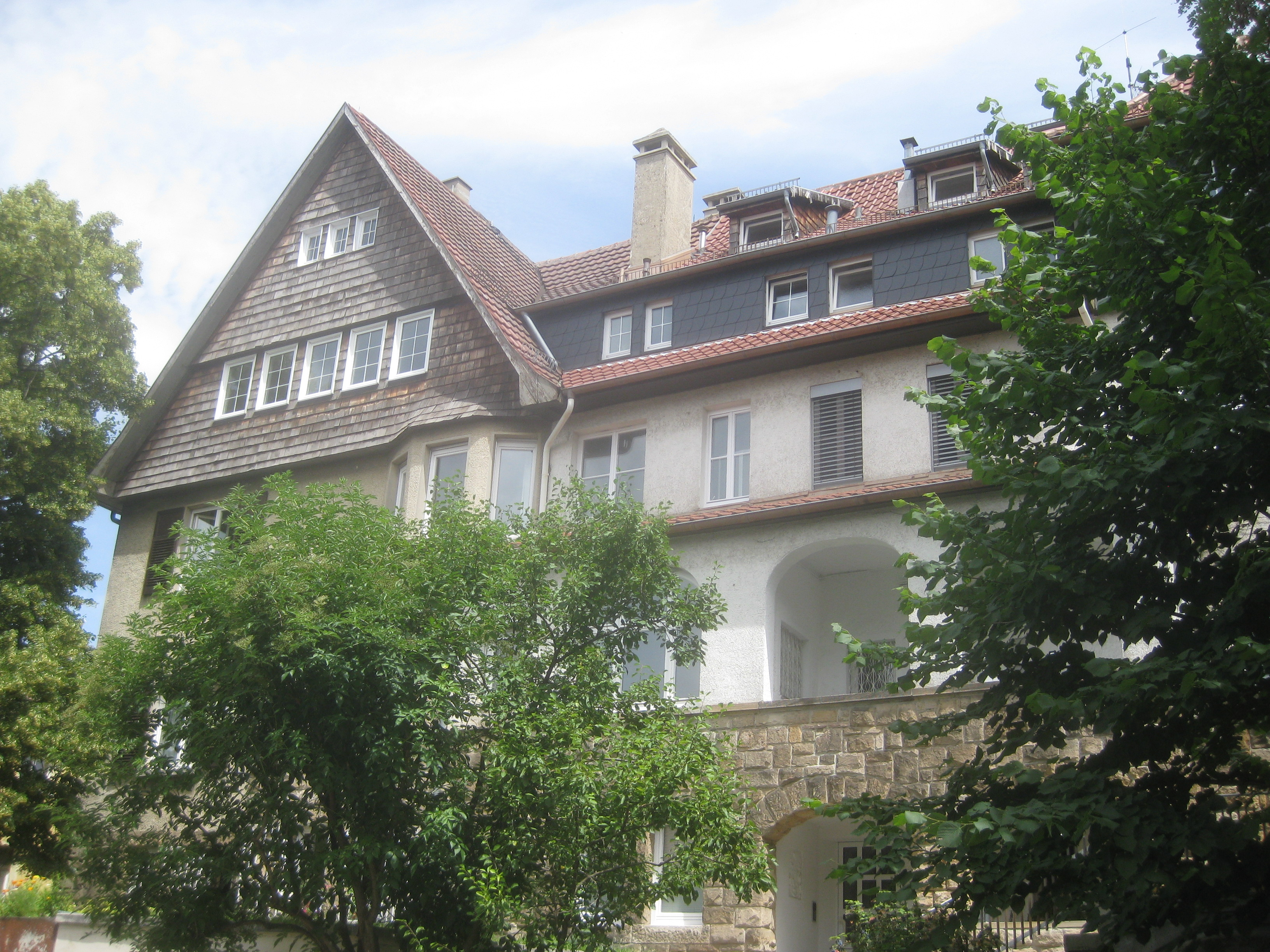
Doppelvilla, Fraasstraße 5–7, Baujahr 1909; in der rechten Haushälfte wohnten die Eitels 1909–1918

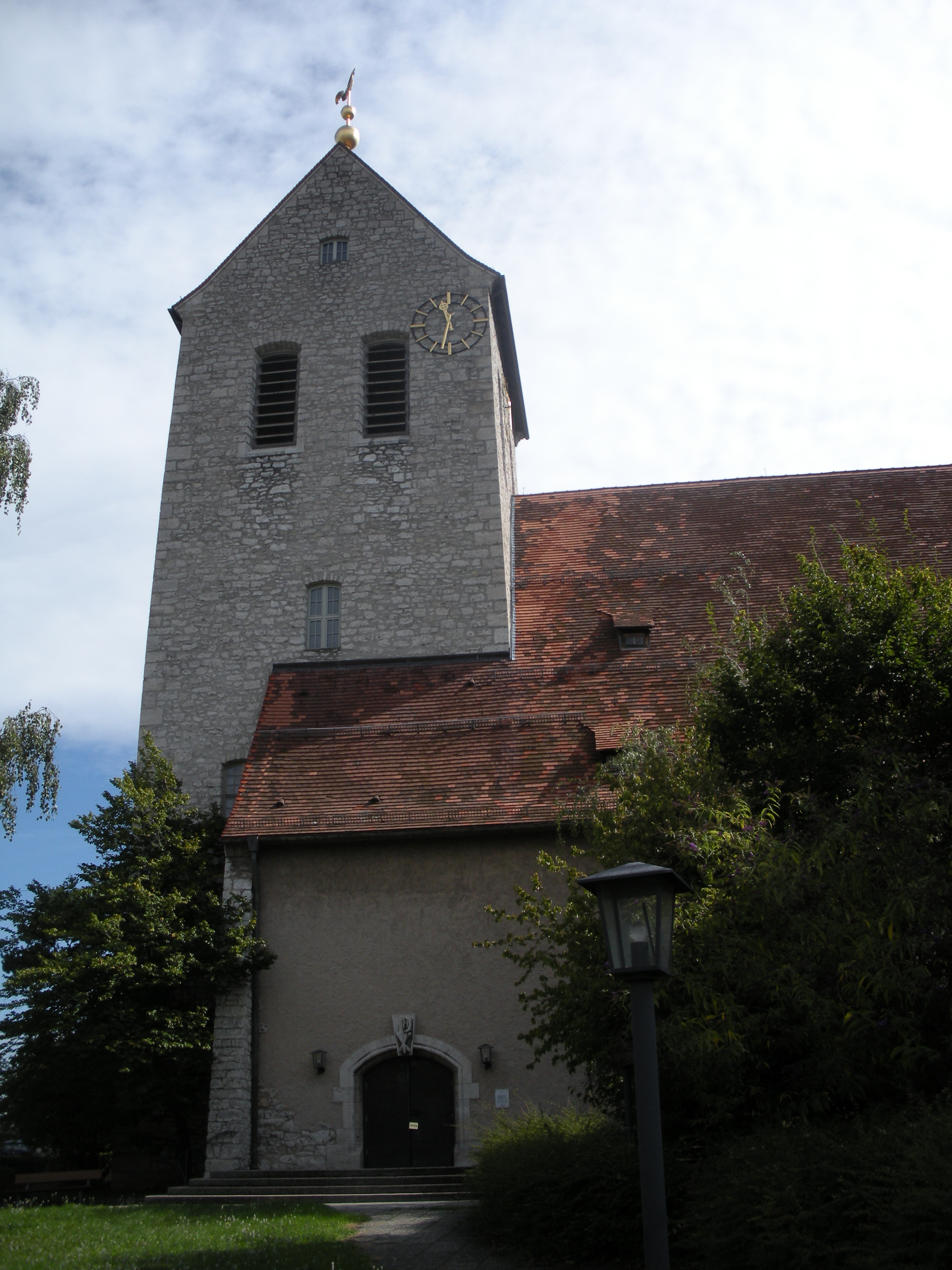
Christuskirche Stuttgart-Ost (Gänsheide)

Die Gänsheide ist ein Stadtteil im Stuttgarter Stadtbezirk Ost und bedeckt die Hochfläche zwischen der Uhlandshöhe und der Geroksruhe (südlicher Verlauf). Mit den Stadtteilen Gaisburg, Berg, Gablenberg, Ostheim, Frauenkopf, Stöckach und Uhlandshöhe bildet sie seit 2001 den inneren Stadtbezirk Stuttgart-Ost. Die Gänsheide gehört zu den renommierten Gegenden Stuttgarts, nicht zuletzt weil sich bereits 1901 mit der Gänsheidevereinigung eine Organisation gebildet hatte, die es sich zur Aufgabe gemacht hatte, zugunsten eines noblen Villenquartiers Großsiedlungsbauten strikt zu verhindern.

## Flurname
Der heutige volkstümliche Begriff Gänsheide geht zurück auf seine ursprünglichste (bekannte) Bezeichnung als Gennswaidheide mit dem Gennswald, der aus dem Jahr 1447 stammt. Allerdings wird vermutet, dass eine nochmals frühere Bezeichnung aus der begrifflichen Fusion von Gänsweidwald und Heide zu Gänsweidwald-Heide voranging. Trotz der auf Gänsewirtschaft hindeutenden Etymologie war die trockene Gegend der Hochfläche für Gänsehaltung ungeeignet. Vielmehr herrschten Ziegen- und Rinderwirtschaft vor. In einem Lagerbuch von 1632 ist von der Hochfläche als Geyssheyd und Gablenberger Heid die Rede.

Da andererseits ein Brunnen sein Wasser über das obere Ortsende von Gablenberg führte, könnten die Begriffe Gänswald (ehemals Gennswald) und Gänsweiden (also Gänsehaltung) auch daher rühren.
Die Gänsheide war eine alte Allmende, mithin eine Region, die von allen Viehwirten genutzt werden durfte, da sie allen gemeinsam gehörte. Die Gänsheide war durch einen Zaun gegen Rot- und Schwarzwildschäden befriedet. Dessen drei Tore hatte der Gablenberger Hirte auf die Nacht hin zu schließen.

## Geologie und Geschichte
Die Gänsheide stellt den Rest eines Urmeeres dar, weshalb verschiedene Keuperschichten mit Gipsmergel und rotem wie grünem Schilfsandstein angetroffen werden. Letzterer wurde in umliegenden Steinbrüchen als Werkstein für den Bau von Stuttgarter Häusern und Kirchen abgetragen. Auf Höhe der Geroksruhe gibt es weißen Stubensandstein, einst geeignetes Medium zum Fegen von Holzböden. Anlässlich der Anlage des Gartens der 1912 erbauten Villa Bosch stieß man in ausgehobenen Kieselsandsteinplatten auf Spuren vorzeitlicher Tiere, so von dreizehigen Dinosauriern.
Die ersten Hinterlassenschaften von Besiedlung der Gänsheide gehen zurück auf die Römerzeit. 1881 entdeckten Wissenschaftler auf dem Territorium der Geroksruhe verschiedene Fundamente von Gebäuden, weiterhin Reste eines Diana-Reliefs und Münzen aus dem 2. und 3. Jahrhundert. Man vermutet dort einen antiken Steinbruch, dem wohl eine Steinmetzwerkstätte angeschlossen war. Auch verwendeten die Römer den Stubensandstein an der Geroksruhe zur Gestaltung von Säulen und Bildern, von denen Fragmente übrig geblieben sind. Zum An- und Abtransport der Waren wurde der heutige alte Gablenberger Viehtrieb genutzt, der gleichzeitig Bestandteil einer römischen Fernstraße gewesen war. Einer der vielzahligen im Bundesgebiet verstreuten Rennwege findet sich als Abzweiger auch an der Geroksruhe. Ein solcher vorgeschichtlicher Weg kam von den Fildern und führte unterhalb des Frauenkopfes auf dem Bergrücken zur Wangener Höhe. Von dort aus leitete er weiter in den heutigen Stadtteil Hedelfingen.
Nach dem Untergang der Staufer belagerte Rudolf von Habsburg 1286 Stuttgart. Eine Wagenburg wurde als kreisförmiger Abwehrschirm von Trosswagen erstellt. Es wird vermutet, dass auf Höhe des Eugenplatzes Stellung bezogen wurde, um den Stadtmauerring zu brechen. Nach wochenlanger Belagerung brach der Widerstand. Heute erinnern beispielsweise die "Wagenburgstraße", der "Wagenburgtunnel" sowie das "Wagenburggymnasium" terminologisch an diese Ereignisse.
Der Nordrand der Gänsheide war seit dem Mittelalter (14. – 16. Jahrhundert) von großen Steinbrüchen geprägt. Dies gilt für weitläufige Areale der Stafflenbergstraße (Rote Wand) mit dem größten und ältesten Werksteinbruch Stuttgarts. In der Zeit zwischen 1900 und 1915 wurde er entlang der heutigen Haußmannstraße (Weiße Steingrube), heute verdeckt durch die großen Gebäude der Waldorfschule sowie hinter der Villa Hauff gänzlich rekultiviert.

## Wirken und Sehenswürdigkeiten auf der Gänsheide

### Erste Bebauungen
Auf das Jahr 1702 geht das bei der Gellertstraße liegende Kanonenhäusle (auch Stuck- oder Lärmenhäusle) zurück. Dieses wurde 1863 grundlegend umgestaltet und aufgestockt. Von dieser Hochwacht aus wurde die Bevölkerung im Stadtkessel bei Bränden mittels Lärmkanonen gewarnt. Es handelte sich dabei um eine Sicherungsmaßnahme, die (vor der Erfindung des Telefons) aus den Erfahrungen aus einem verheerenden Großbrand in der Altstadt Esslingens resultierte. Mit seinem Namen verband sich keinerlei militärische Ambition. Zu festlichen Anlässen schoss der Feldwächter von hier auch Salut. Das Kanonenhäusle war zudem Namensgeber für den tiefer am Hang liegenden Kanonenweg, der nach dem Krieg in Haußmannstraße (Namensgeber war eine Demokratenfamilie Haußmann) umgetauft wurde und freies Panorama von der Gänsheide auf die Innenstadt bietet.

Hackländers Haidehaus war das erste Wohnhaus auf der Gänsheide. Es stammt aus dem Jahr 1847. Allerdings wurde es lediglich als Sommerresidenz genutzt. Hackländer empfing dort prominente Gäste, wie den Dichter, Arzt und Schriftsteller Justinus Kerner, den dänischen Schriftsteller Hans Christian Andersen oder auch Ferdinand Freiligrath und Ottilie Wildermuth. Der Bau wurde 1910 abgerissen und wich – nach Übergang des Areals ins Eigentum des Fabrikanten Robert Bosch – der bis heute noch existierenden palastähnlichen Neorenaissance-Villa Bosch. Heute hat in diesem Bau die Robert-Bosch-Stiftung ihren Hauptsitz. 2004 wurde ebenfalls auf dem Grundstück ein preisgekrönter Neubau der Stiftung erstellt, das Haus Heidehof.
Zahlreiche Sommer- und Künstlerhäuser prägten die Gänsheide. So das von Albert Kappis erbaute Landhaus Haus Kappis-Haaga im Schwarzwälder Stil, das allerdings vor dem Einzug der Familie an den Spezialmaschinenhersteller Adolf Haaga („Rundwirkmaschinenfabrik Gebrüder Haaga“, ansässig in der Böheimstraße in Heslach) veräußert wurde. Lange war ein großes, türmegeschmücktes Anwesen Wahrzeichen der Gänsheide, die Villa Gierth nebst dem beeindruckenden Gierthschen Gartenhaus. Letzteres musste dem Straßenbau weichen. Eigentümer war der Pelzhändler Gierth. Der Tiermaler und Hauskünstler von Nills Tiergarten, August Specht, erbaute auf der Gänsheide sein Sommerhaus Specht.

### Villen des 19. Jahrhunderts
Im 19. Jahrhundert entstand eine Reihe prächtiger Villen, von denen heute keine mehr erhalten ist. Sie seien allerdings genannt, um einen Grundeindruck des Stils zu geben und als Erklärung für die Namensgebung von Straßen zu dienen.
Als ersterbaute der bekannten Villen des 19. Jahrhunderts trat die Villa Wagenburg aus dem Jahr 1863 in Erscheinung. Diese Villa, gebaut im Landhausstil, war aus einem Gartenhaus entstanden und fiel durch seinen hohen Turmanbau an der Bergseite auf. Die Villa existiert seit dem Zweiten Weltkrieg nicht mehr, lag aber im Zentrum der im Jahre 1286 errichteten Wagenburg.
Es folgte die Villa Miller im Jahr 1866. Auch sie existiert nicht mehr, lag aber am heutigen Standort der Kirche Sankt Konrad in der Stafflenbergstraße.
In der Wagenburgstraße entstand die Villa Clason (später Villa Alexandra zurückgehend auf Prinzessin Alexandra zu Ysenburg und Büdingen) 1873/74. Charakteristika dieses Bauwerks waren zwei prägende Ecktürmchen, hohe Dachpartien und geschweifte Giebel, in Anlehnung an Schlösser der französischen Renaissance. Architekt des Hauses war Carl Walter, der auch für verschiedene Häuser der Innenstadt verantwortlich zeichnete. Nach diversen Eigentümerwechseln wurde die Villa 1909 abgebrochen.
Die Villa Libanon folgte im Jahr 1875. Sie gehörte dem Naturforscher Oscar Fraas, der seiner Villa den Namen anlässlich seiner Rückkunft aus dem Libanon gab. Sowohl die Villa, zerstört im Zweiten Weltkrieg, als auch Fraas selbst sind Namensgeber für dort verlaufende Straßen.
Die Villa Felix entstand 1877 im Stil der italienischen Renaissance. Zwischenzeitliche Eignerin war Adele Prinzessin von Hohenlohe-Ingelfingen. Der Abbruch der Villa erfolgte 1921.
1886 wurde mit dem Ottilienhaus ein Sanatorium für Nervenkranke geschaffen. Der Leiter der Anstalt war der Sohn der Jugendschriftstellerin Ottilie Wildermuth, woher der Name des Anwesens rührte. Heute steht an dem Ort ein in den 1970er Jahren errichtetes Altenpflegeheim.
1898 entstand im Winkel zwischen Haußmannstraße und Gerokstraße (Nr. 1) die aus dem Krieg unversehrt hervorgegangene Villa Clausnitzer. In den 1950er Jahren wurde sie abgebrochen, um Verwaltungsfunktionsbauten Platz zu machen.

### Villen Anfang des 20. Jahrhunderts
1904 wurde die Villa Regina (Hauff) als prägnanter Vertreter für die zum Jahrhundertende einsetzende Abkehr von der dogmatisch-historischen Stilarchitektur zu einer eher malerisch-romantisierenden Stilmontage erbaut. Es handelt sich dabei um eine ritterburgartige, vom Architekturbüro Karl Hengerer erbaute Villa des Chemiefabrikanten Friedrich Hauff (auch Villa Hauff genannt), die heute noch als Werkstatthaus und Jugendhaus Stuttgart (Ost) dient. Vormals war sie temporärer SS-Stützpunkt sowie später US-Konsulat. Angeschlossen an das Grundstück war ein Türmchen, das heute noch als Aussichtspunkt auf der Uhlandshöhe existiert.
Diagonal über die Straße liegt von der Villa Hauff aus betrachtet, das 1901 geschaffene Haus Sonnenbühl, Ausgangspunkt des sogenannten Wagenburg-Kultes. Ebenfalls bekannt wurden die Villa Leins (1906) und die Villa Carl Eisenlohr (1906), die beide von den Architektenpartnern Ludwig Eisenlohr und Carl Weigle erbaut wurden. Beachtenswert ist auch die Villenkolonie Am Hohengeren aus der fünfjährigen Erschaffungszeit von 1907 bis 1912. Sieben der Villen sind bis heute geschützt. In der Villa Am Hohengeren 9 wurde der Rowohlt Verlag im dritten Anlauf 1945 gegründet. Auch befand sich dort der sogenannte Lettenmayer-Tempel (Gipfel).
1909 entstand in der Fraasstraße eine bis heute erhaltene Doppelvilla, die vom historistischen Architekten Albert Eitel gebaut und dessen rechte Haushälfte von ihm und seiner Familie bis 1918 bewohnt wurde. 1923 entstand im Einzugsbereich der Geroksruhe ein neues Wohnhaus der Eitels in der Pischekstraße, das sie in der Zeit zwischen 1923 und 1935 bewohnten.
1911 entstand in der Gellertstraße eine Villa des Architekten Paul Bonatz, die seit 1975 als Erweiterungsbau der im Königsbau ansässigen Kunstgalerie Valentien dient. Im Skulpturengarten des Gebäudes finden sich Bildhauerwerke von Alfred Hrdlicka, der während seiner Lehrzeit an der Staatlichen Akademie der Bildenden Künste eine Wohnung des Anwesens bewohnt hatte.
1922 entstand in der Hackländerstraße eine Villa der Architekten Hugo Schlösser und Johann Weirether für Johanna Hasenkamp aus Düsseldorf. Dieses Architektenduo baute in Stuttgart zahlreiche Villen darunter auch die Villa Reitzenstein, heute Amtssitz des Staatsministeriums Baden-Württemberg. Die Villa Hasenkamp ist heute Sitz der Freimaurerloge "Zu den 3 Cedern".

### Historische Ruhepunkte
- Kurz vor der Zufahrt zur Wangener Höhe liegt die Geroksruhe, eine ehemalige Flaniermeile mit Schutzhaus und angeschlossener Gastronomie (Höhenrestaurant aus dem Baujahr 1898) und heutiger Aussichts- und Kinderspielstätte. Der Name geht auf den Pfarrer und Dichter Karl von Gerok zurück, der bei seinen Stuttgarter Aufenthalten, Wanderungen von diesem Ort ausgehend unternahm. Gegenüber dem Höhenrestaurant lag das Restaurant-Hotel Geroksruhe. Dieses stammte aus dem Jahr 1880 und war beliebte Ausflugsgaststätte mit großem Biergarten. Der große Hotel-Altbau wurde 1995 abgerissen und durch einen Neubau ersetzt.

- Die Gaststätte Restauration zum Bubenbad wurde 1875 von Johann Gottlieb Eckart eröffnet. Sie war ein beliebter Ausflugsplatz in Stuttgart und von Bürgern wie dem König nebst Hofstaat gleichermaßen besucht.[2] Noch heute dient der Flecken gastronomischen Zwecken.

- Das 1890 erbaute Kurhaus Gänsheide bekam nach Übernahme durch einen neuen Eigentümer den Namen Kurhaus Zorn und konkurrierte mit der Restauration zum Bubenbad um die Bedeutung als wichtigstes Lokal und gesellschaftlicher Mittelpunkt auf der Gänsheide. Das Kurhaus Zorn wurde 1908 abgerissen. Heute befindet sich auf dem Gelände das Anwesen der Kunststiftung Baden-Württemberg.

### Neuzeit
- Auf der Gänsheide liegt der Amtssitz des Staatsministeriums Baden-Württemberg und des amtierenden Ministerpräsidenten, die Villa Reitzenstein aus den Jahren 1910–1913. 1922 wurde sie zum Regierungssitz. In der Nachbarschaft residiert der Evangelische Oberkirchenrat, oberste Dienstaufsichtsbehörde über die Verwaltung der Kirchenbezirke und -gemeinden sowie über landeskirchliche Werke und Einrichtungen.[8]

- Die Verlagsgruppe Georg von Holtzbrinck hat ihren Sitz auf der Gänsheide. Ebenfalls in der Gänsheidestraße residiert die Vinzenz von Paul-Gesellschaft mit einer ihrer Einrichtungen.

- In der Gerokstraße 37 unterhielt der multipel veranlagte Künstler und Hochschullehrer, Willi Baumeister, sein Stuttgarter Atelier.[9]

- Seit 1912 hat das Evangelische Heidehof-Gymnasium Stuttgart hier seinen Sitz. Es ging aus der 1908 gegründeten Reformschule Heidehof hervor. 1914 wurde die Wagenburgschule baulich vollendet. Ab 1918 wurde dort Unterricht abgehalten (heute Wagenburg-Gymnasium).

- In der Hackländerstraße ist die Christuskirchengemeinde Stuttgart mit der in den Jahren 1954 bis 1956 erbauten evangelischen Christuskirche vertreten. Bereits seit 1914 gab es auf der Gänsheide für die wachsende Gemeindegliederzahl einen Betsaal, der jedoch 1943 zerstört wurde.

- Im äußersten Südosten residiert die 1918 gegründete Merz-Schule.

- Am Eugensplatz liegt der 1890 vom Architekten und Bildhauer Otto Rieth sowie dem Erzgießer Paul Stotz (1850–1899) geschaffene Galateabrunnen.

## Organisationen
- Burschenschaft Hilaritas
- Oberkirchenrat